# FIVB Challenger Cup mannen 2019
De FIVB Challenger Cup mannen 2019 was de tweede editie zijn. Het toernooi werd in het  Sloveense Ljubljana gehouden worden, van 3 tot 7 juli 2019. van de FIVB Challenger Cup, een nieuwe volleybalcompetitie dat dient als kwalificatietoernooi voor de FIVB Nations League. Aan het toernooi zullen zes landen deelnemen. Het gastland Slovenie plaatste zich voor de FIVB Nations League Mannen in 2020.

## Gekwalificeerde teams
| Manier van Kwalificatie                | Data                  | Locatie       | Aantal plaatsen | Gekwalificeerde land(en) |
| -------------------------------------- | --------------------- | ------------- | --------------- | ------------------------ |
| Gastland                               | 2018                  | Lausanne      | 1               | Slovenië                 |
| Europese Kwalificatie                  | 25 mei - 22 juni 2019 | Talinn        | 2               | Wit-Rusland              |
| Europese Kwalificatie                  | 25 mei - 22 juni 2019 | Talinn        | 2               | Turkije                  |
| Noord-Amerikaanse kwalificatietoernooi | 30 mei – 1 juni 2019  | Havanna       | 1               | Cuba                     |
| Wereldranglijst voor Afrika            | 12 juni 2019          | nnb           | 1               | Egypte                   |
| Play-off Azië-Zuid-Amerika             | niet gespeeld         | niet gespeeld | 1               | Chili                    |
| Totaal                                 | Totaal                | Totaal        | 6               |                          |

## Eindronde
- bij winst met 3-0 of 3-1: 3 punten voor de winnaar, 0 punten voor de verliezer
- bij winst met 3-2: 2 punten voor de winnaar, 1 punt voor de verliezer
- Top 2 van elke poule plaatst zich voor de halve finales

### Groep 1
|      |          |     | Wedstrijden | Wedstrijden | Sets | Sets |
| Rank | Team     | Pts | W           | L           | W    | L    |
| ---- | -------- | --- | ----------- | ----------- | ---- | ---- |
| 1    | Slovenië | 6   | 2           | 0           | 6    | 1    |
| 2    | Turkije  | 3   | 1           | 1           | 4    | 3    |
| 3    | Chili    | 0   | 0           | 2           | 0    | 6    |

### Groep 2
|      |             |     | Wedstrijden | Wedstrijden | Sets | Sets |
| Rank | Team        | Pts | W           | L           | W    | L    |
| ---- | ----------- | --- | ----------- | ----------- | ---- | ---- |
| 1    | Cuba        | 5   | 2           | 0           | 6    | 3    |
| 2    | Wit-Rusland | 2   | 1           | 1           | 4    | 5    |
| 3    | Egypte      | 0   | 0           | 2           | 4    | 6    |

### Halve finale
| Team 1   | Res. | Team 2      |
| -------- | ---- | ----------- |
| Cuba     | 3-2  | Turkije     |
| Slovenië | 3-1  | Wit-Rusland |

### Finale
| Team 1 | Res. | Team 2   |
| ------ | ---- | -------- |
| Cuba   | 0-3  | Slovenië |